# Spinus yarrellii
El Liberal o Turpialín, jilguero cariamarillo (Carduelis yarrellii) es una especie de ave paseriforme de la familia Fringillidae nativo del este de Brasil. Ha sido introducido en el norte de Venezuela. Su nombre científico conmemora al ornitólogo inglés William Yarrell.